# Bulbophyllum longilabre
Bulbophyllum longilabre là một loài phong lan thuộc chi Bulbophyllum.